# 保普·拉约什
保普·拉约什（匈牙利語：Papp Lajos，1944年4月8日—1993年10月31日），匈牙利男子射击运动员。他曾代表匈牙利参加1968年、1972年和1976年夏季奥林匹克运动会射击比赛，获得一枚铜牌。